# Adolf Fredrik Raam
Adolf Fredrik Raam, född 1742, död 11 januari 1802, var en boktryckare i Norrköping. Han arbetade fram till 1786 i firman Blume och Raam, tillsammans med Johan Benjamin Blume. Han hade därefter egen firma från juli 1786 till sin död. Hans företag övertogs sedan av hans änka Sara Johanna Raam.